# تابوره (روستا)
تابوره (به لاتین: Tabore) یک روستا در لتونی است که در شهرداری دوگوپیلس واقع شده‌است. تابوره ۲۹۶ نفر جمعیت دارد.